# NBA Most Improved Player
Le titre du Most Improved Player (MIP) de la National Basketball Association (NBA) récompense le joueur ayant le plus progressé par rapport à l’année précédente, sur la base de ses statistiques individuelles. L’élection se fait à travers un vote de 123 journalistes de la presse et de la télévision nord-américaine. Chaque journaliste nomme 3 joueurs : le premier recevant 5 points, le second 3 points et le troisième 1 point. C'est le joueur qui totalise le plus de point qui reçoit la distinction. Il est renommé en 2022 au nom de George Mikan.
Depuis sa création, le titre a été remis à 37 joueurs. Aucun joueur n’a jamais remporté deux fois cette distinction. Rony Seikaly, Gheorghe Mureșan, Boris Diaw, Hedo Türkoğlu, Goran Dragić, Giánnis Antetokoúnmpo, Pascal Siakam, Lauri Markkanen et Dyson Daniels sont les lauréats nés hors des États-Unis. 
Diaw, Kevin Love, Siakam et Antetokoúnmpo sont les seuls lauréats à remporter un titre NBA, Siakam est le seul vainqueur à remporter le titre NBA dans la même saison que son titre de meilleure progression, et Antetokoúnmpo est le seul à remporter le titre de MVP des Finales.
Alvin Robertson, Dana Barros, Tracy McGrady, Jermaine O'Neal, Danny Granger, Love, Paul George, Jimmy Butler, Antetokoúnmpo, Victor Oladipo, Brandon Ingram, Julius Randle, Ja Morant, Markkanen et Tyrese Maxey ont remporté le titre et ont été sélectionnés au NBA All-Star Game au cours de la même saison. Dale Ellis, Kevin Duckworth, Kevin Johnson, Gilbert Arenas, Zach Randolph, Dragić et Siakam ont été sélectionnés par la suite au NBA All-Star Game. 
Seuls McGrady, O’Neal, George, Dragić, Antetokoúnmpo, Oladipo et Randle ont remporté le prix et ont été nommés dans une All-NBA Team dans la même saison. Antetokoúnmpo est le premier et seul lauréat du prix à devenir plus tard NBA Most Valuable Player. McGrady est le seul vainqueur à remporter un titre de meilleur marqueur de saison régulière et à être nommé au Hall of Fame.
Le dernier lauréat en date est Dyson Daniels des Hawks d’Atlanta.

## Palmarès

### Individuel

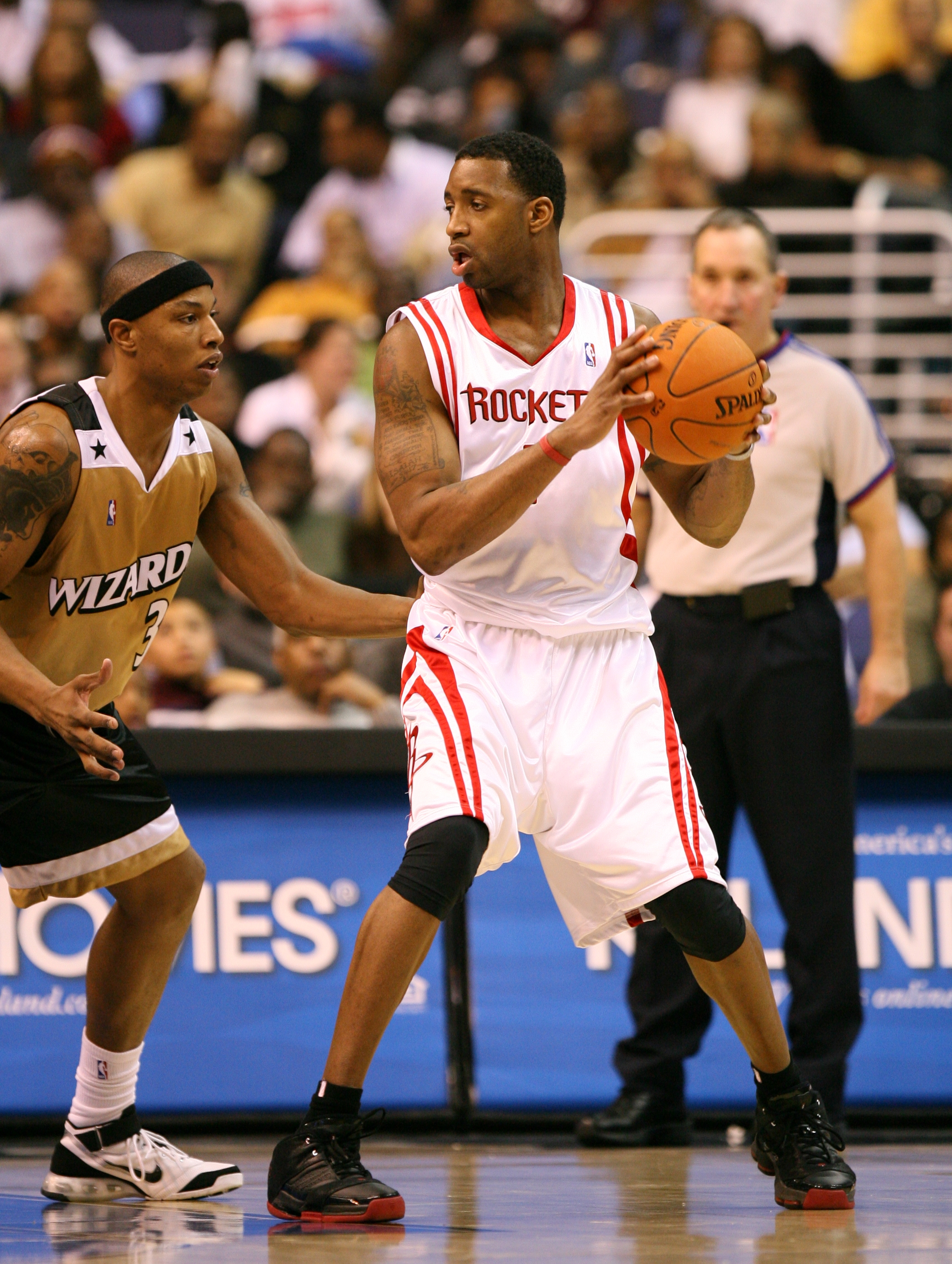
Tracy McGrady a remporté le titre en 2001.

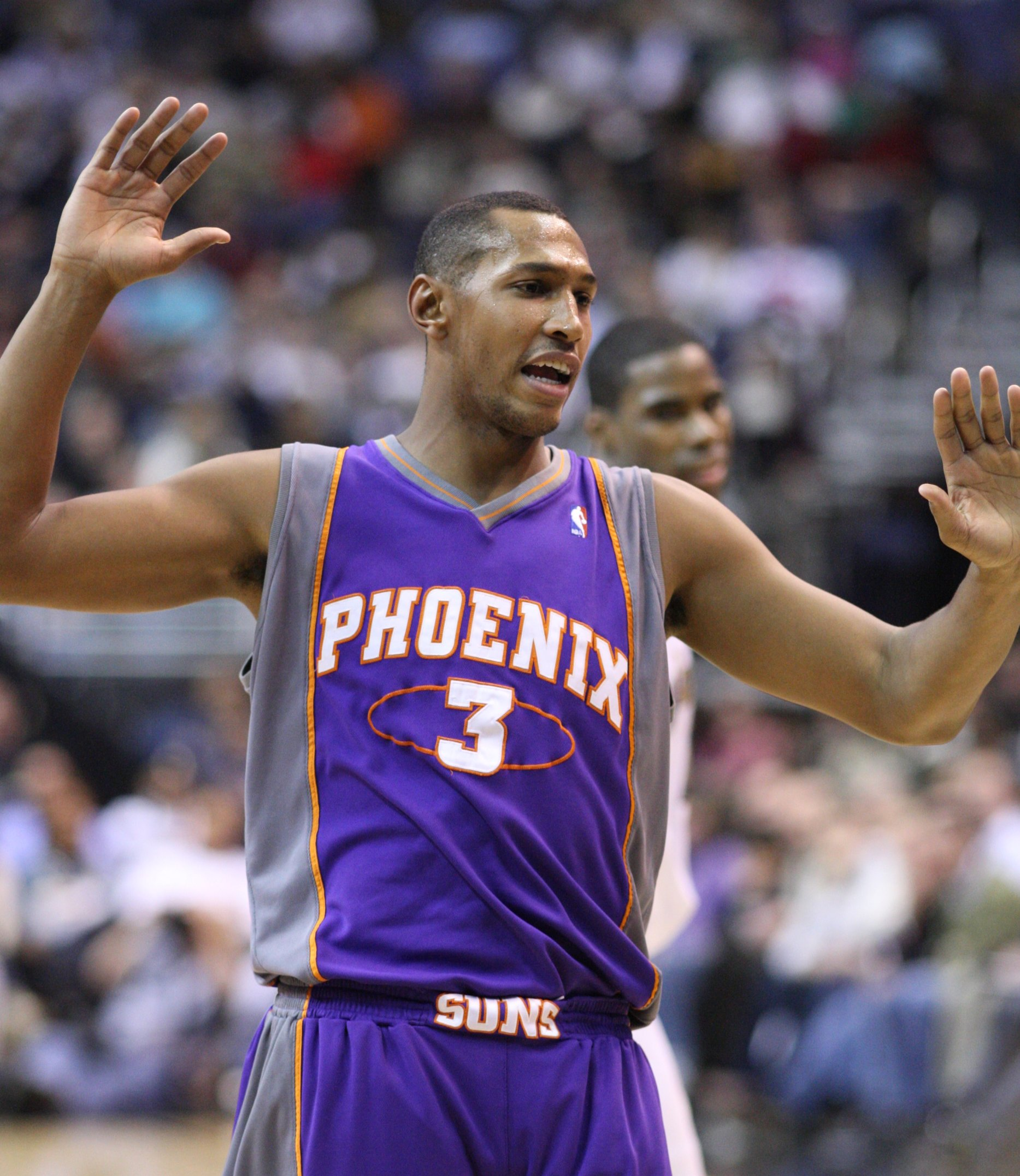
Boris Diaw a remporté le titre en 2006.

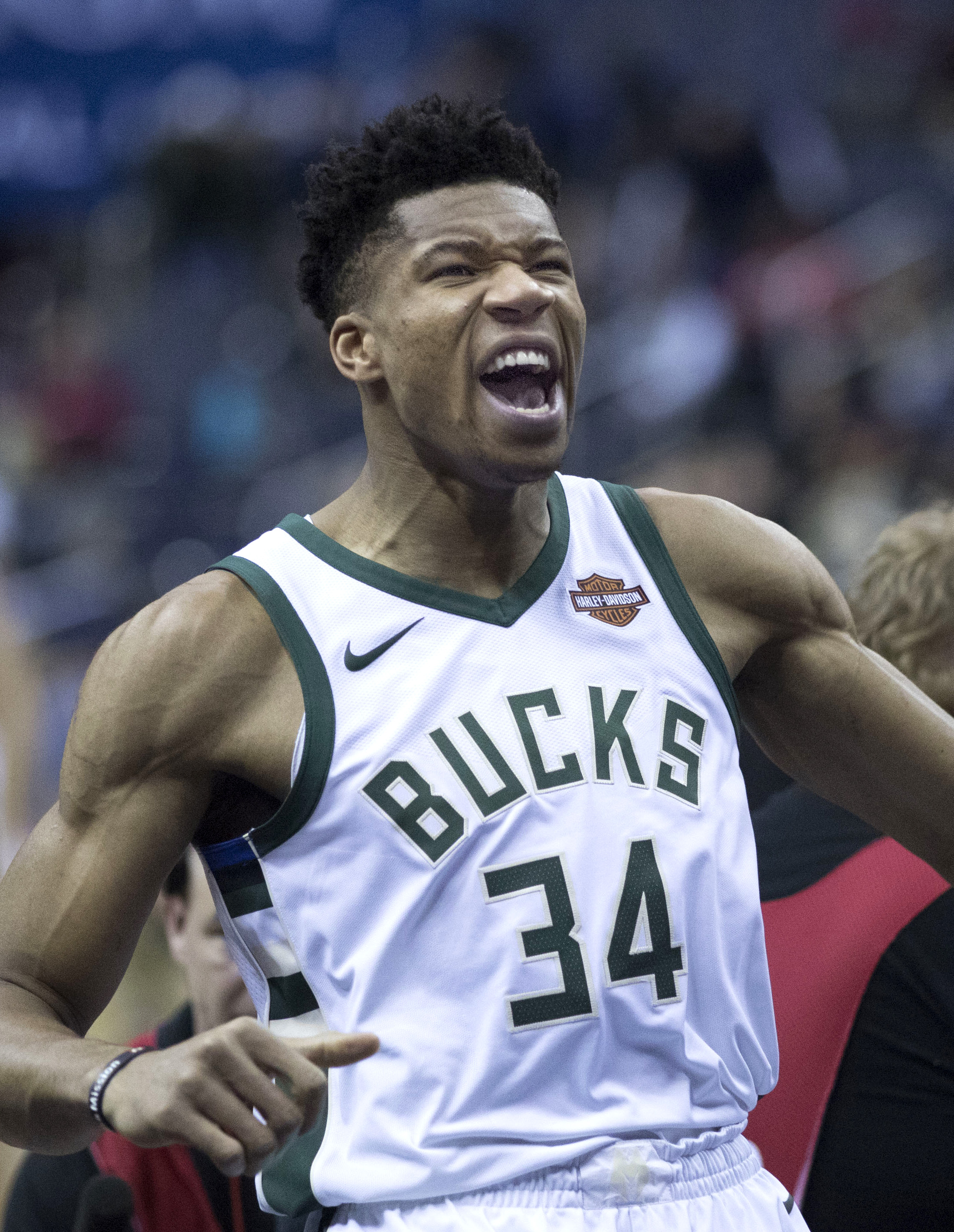
Giannis Antetokounmpo a remporté le titre en 2017.

|   | Joueur étant toujours en activité à la NBA.      |
|   | Introduit aux Basketball Hall of Fame.           |
| C | Joueur remportant le championnat la même saison. |
| ☆ | Joueur devenu All-Star.                          |

| Saison    | Joueur                  | Position          | Nationalité  | Equipe                          |
| --------- | ----------------------- | ----------------- | ------------ | ------------------------------- |
| 1985-1986 | Alvin Robertson ☆       | Meneur            | Américaine   | Spurs de San Antonio            |
| 1986-1987 | Dale Ellis ☆            | Meneur/Ailier     | Américaine   | SuperSonics de Seattle          |
| 1987-1988 | Kevin Duckworth ☆       | Pivot             | Américaine   | Trail Blazers de Portland       |
| 1988-1989 | Kevin Johnson ☆         | Meneur            | Américaine   | Suns de Phoenix                 |
| 1989-1990 | Rony Seikaly            | Pivot             | Américaine   | Heat de Miami                   |
| 1990-1991 | Scott Skiles            | Meneur            | Américaine   | Magic d'Orlando                 |
| 1991-1992 | Pervis Ellison          | Pivot/Ailier      | Américaine   | Bullets de Washington           |
| 1992-1993 | Chris Jackson           | Meneur            | Américaine   | Nuggets de Denver               |
| 1993-1994 | Don MacLean             | Ailier            | Américaine   | Bullets de Washington (2)       |
| 1994-1995 | Dana Barros ☆           | Meneur            | Américaine   | 76ers de Philadelphie           |
| 1995-1996 | Gheorghe Mureșan        | Pivot             | Roumaine     | Bullets de Washington (3)       |
| 1996-1997 | Isaac Austin            | Pivot             | Américaine   | Heat de Miami (2)               |
| 1997-1998 | Alan Henderson          | Ailier            | Américaine   | Hawks d'Atlanta                 |
| 1998-1999 | Darrell Armstrong       | Meneur            | Américaine   | Magic d'Orlando (2)             |
| 1999-2000 | Jalen Rose              | Arrière           | Américaine   | Pacers de l'Indiana             |
| 2000-2001 | Tracy McGrady ☆         | Arrière           | Américaine   | Magic d'Orlando (3)             |
| 2001-2002 | Jermaine O'Neal ☆       | Ailier fort/Pivot | Américaine   | Pacers de l'Indiana (2)         |
| 2002-2003 | Gilbert Arenas ☆        | Meneur            | Américaine   | Warriors de Golden State        |
| 2003-2004 | Zach Randolph ☆         | Ailier fort       | Américaine   | Trail Blazers de Portland (2)   |
| 2004-2005 | Bobby Simmons           | Arrière           | Américaine   | Clippers de Los Angeles         |
| 2005-2006 | Boris Diaw              | Ailier fort       | Française    | Suns de Phoenix (2)             |
| 2006-2007 | Monta Ellis             | Arrière           | Américaine   | Warriors de Golden State (2)    |
| 2007-2008 | Hedo Türkoğlu           | Ailier            | Turque       | Magic d'Orlando (4)             |
| 2008-2009 | Danny Granger ☆         | Ailier            | Américaine   | Pacers de l'Indiana (3)         |
| 2009-2010 | Aaron Brooks            | Meneur            | Américaine   | Rockets de Houston              |
| 2010-2011 | Kevin Love ☆            | Ailier fort       | Américaine   | Timberwolves du Minnesota       |
| 2011-2012 | Ryan Anderson           | Ailier fort       | Américaine   | Magic d'Orlando (5)             |
| 2012-2013 | Paul George ☆           | Ailier            | Américaine   | Pacers de l'Indiana (4)         |
| 2013-2014 | Goran Dragić ☆          | Meneur            | Slovène      | Suns de Phoenix (3)             |
| 2014-2015 | Jimmy Butler ☆          | Ailier            | Américaine   | Bulls de Chicago                |
| 2015-2016 | C. J. McCollum          | Arrière           | Américaine   | Trail Blazers de Portland (3)   |
| 2016-2017 | Giánnis Antetokoúnmpo ☆ | Ailier fort       | Grecque      | Bucks de Milwaukee              |
| 2017-2018 | Victor Oladipo ☆        | Arrière           | Américaine   | Pacers de l'Indiana (5)         |
| 2018-2019 | Pascal Siakam C ☆       | Ailier fort       | Camerounaise | Raptors de Toronto              |
| 2019-2020 | Brandon Ingram ☆        | Ailier            | Américaine   | Pelicans de La Nouvelle-Orléans |
| 2020-2021 | Julius Randle ☆         | Ailier fort       | Américaine   | Knicks de New York              |
| 2021-2022 | Ja Morant ☆             | Meneur            | Américaine   | Grizzlies de Memphis            |
| 2022-2023 | Lauri Markkanen ☆       | Ailier fort       | Finlandaise  | Jazz de l'Utah                  |
| 2023-2024 | Tyrese Maxey ☆          | Arrière           | Américaine   | 76ers de Philadelphie (2)       |
| 2024-2025 | Dyson Daniels           | Arrière           | Australien   | Hawks d'Atlanta (2)             |

### Par équipe
| Titres | Équipes                         | Années                       |
| ------ | ------------------------------- | ---------------------------- |
| 5      | Magic d'Orlando                 | 1991, 1999, 2001, 2008, 2012 |
| 5      | Pacers de l'Indiana             | 2000, 2002, 2009, 2013, 2018 |
| 3      | Suns de Phoenix                 | 1989, 2006, 2014             |
| 3      | Trail Blazers de Portland       | 1988, 2004, 2016             |
| 3      | Bullets de Washington           | 1992, 1994, 1996             |
| 2      | Heat de Miami                   | 1990, 1997                   |
| 2      | 76ers de Philadelphie           | 1995, 2024                   |
| 2      | Hawks d'Atlanta                 | 1998, 2025                   |
| 2      | Warriors de Golden State        | 2003, 2007                   |
| 1      | Spurs de San Antonio            | 1986                         |
| 1      | SuperSonics de Seattle          | 1987                         |
| 1      | Nuggets de Denver               | 1993                         |
| 1      | Clippers de Los Angeles         | 2005                         |
| 1      | Rockets de Houston              | 2010                         |
| 1      | Timberwolves du Minnesota       | 2011                         |
| 1      | Bulls de Chicago                | 2015                         |
| 1      | Bucks de Milwaukee              | 2017                         |
| 1      | Raptors de Toronto              | 2019                         |
| 1      | Pelicans de La Nouvelle-Orléans | 2020                         |
| 1      | Knicks de New York              | 2021                         |
| 1      | Grizzlies de Memphis            | 2022                         |
| 1      | Jazz de l'Utah                  | 2023                         |